# Pier della Vigna
Pier della Vigna (Càpua, vers 1190 - San Miniato, 1249) va ser secretari i canceller de l'emperador Frederic II
Nascut a Càpua en el si d'una família humil, va estudiar dret a Pàdua i gràcies a la seva capacitat per parlar llatí i als seus dots poètics va guanyar-se el favor de Frederic II, que li va donar el càrrec de secretari personal i, més tard, els de judex magnae curiae, conseller, governador de la Pulla, protonotari i canceller.
L'emperador, de qui segons Dante posseïa les claus del cor, el va enviar a Roma el 1232 i el 1237 per negociar amb el Papa, a Pàdua el 1239 per convèncer els ciutadans d'acceptar la protecció imperial, a Anglaterra el 1234 per arranjar el matrimoni entre Frederic i la germana del rei Enric III, Isabella.
Fou un diplomàtic hàbil, i va defensar persistentment els interessos de l'emperador. Però eventualment caigué en desgràcia, i Frederic el va fer empresonar i deixat cec sota acusacions de traïció. Pier va morir a la presó, probablement per suïcidi.
Com a suïcida, és condemnat a l'Infern a l'obra de Dante la Divina Comèdia, al canto tretzè, on apareix convertit en arbre al Bosc dels Suïcides. Tanmateix, Dante no l'acusa del pecat d'alta traïció.
Pier della Vigna va ser un home culte, que va promoure la ciència i les belles arts. Les seves cartes, escrites en llatí (la majoria en nom de l'emperador), destaquen per l'estil de la retòrica i per la detallada informació que donen sobre la història i cultura del segle xiii. També va compondre algunes obres en llengua vernacle, de les que es conserven dues cançons i un sonet.